# Leptostomum xanthocarpum
Leptostomum xanthocarpum là một loài rêu trong họ Bryaceae. Loài này được Hook. Spreng. mô tả khoa học đầu tiên năm 1827.